# 金野郡
金野郡（クミャぐん）は、朝鮮民主主義人民共和国咸鏡南道の南部に位置する郡。
かつては永興郡（えいこうぐん/ヨンフンぐん）と呼ばれた。

## 地理
北は定平郡、北西に耀徳郡、南西に高原郡と隣接している。東は日本海海岸に位置し、南は虎島半島によって外海から隔てられた永興湾である。
耀徳郡に源を発する金野江が郡内に平野をひらき、永興湾に注いでいる。

## 行政区画
1邑・4労働者区・50里を管轄する。
| - 金野邑（クミャウプ） - 加津労働者区（カジンノドンジャグ） - 葛田労働者区（カルチョンノドンジャグ） - 光明星労働者区（クァンミョンソンノドンジャグ） - 仁興労働者区（イヌンノドンジャグ） - 広徳里（クァンドンニ） - 九龍里（クリョンニ） - 金沙里（クムサリ） - 金豊里（クンプンニ） - キンジェ里（キンジェリ） - 大鷹里（テウンニ） - 徳山里（トクサンニ） - 東興里（トンフンニ） - 両灘里（リャンタンニ） - 蓮洞里（リョンドンニ） - 龍南里（リョンナムニ） - 龍山里（リョンサンニ） - 龍上里（リョンサンニ） - 龍巌里（リョンアムニ） - 龍源里（リョンウォンニ） - 龍川里（リョンチョンニ） - 文下里（ムナリ） - 白山里（ペクサンニ） - 范浦里（ポンポリ） - 鳳山里（ポンサンニ） - 鳳興里（ポンフンニ） - 緋緞里（ピダンニ） - 社峴里（サヒョンニ） | - 三峯里（サンボンニ） - 上中里（サンジュンニ） - セ洞里（セドンニ） - 成ジェ里（ソンジェリ） - ソルパッ里（ソルパンニ） - 松ジェ里（ソンジェリ） - 水源里（スウォンニ） - 薪塘里（シンダンニ） - 新城里（シンソンニ） - 安東里（アンドンニ） - 永豊里（ヨンプンニ） - 温井里（オンジョンニ） - 芍東里（チャクトンニ） - 正洞里（チョンドンニ） - 中南里（チュンナムニ） - 中東里（チュンドンニ） - 智仁里（チインニ） - 鎮岫里（チンスリ） - 鎮興里（チヌンニ） - 清洞里（チョンドンニ） - 青白里（チョンベンニ） - 平和里（ピョンファリ） - 豊南里（プンナムニ） - 豊城里（プンソンニ） - 海中里（ヘジュンニ） - 虎島里（ホドリ） - 興坪里（フンピョンニ） |

## 歴史
現在の金野郡（旧・永興郡）の範囲は、北朝鮮によって1952年に再編成されたものがもとになっている。それまでの咸鏡南道永興郡の範囲は、現在の耀徳郡を含んでいた。永興郡が金野郡に改められたのは1977年である。
この一帯は古代の高句麗の地で、高麗に入ると和州が置かれて辺境防衛の要地となった。13世紀半ばにはモンゴル帝国の圧迫を受けるとこれに降り、モンゴルによって双城総管府が設置された。1356年、双城総管府が陥落して高麗が支配を回復し和州牧を置くが、このとき功績があったのが李子春とその子李成桂（のちの朝鮮王朝建国者）であった。
1393年に永興府が置かれ、一時は朝鮮東北地域を統治する観察使の役所も置かれた。
日本統治下では永興湾が要塞に指定され（永興湾要塞）、虎島に砲台が築かれた。
1952年、耀徳郡・仁興郡を分離し、永興面・憶岐面・長興面全域と順寧面の主要部、鎮坪面・横川面・仁興面の各一部によって永興郡が再編された。

### 年表
この節の出典
- 高句麗 - 長嶺鎮がおかれ、博平郡とも称された。
- 高麗 - 和州と呼ばれた。
- 995年 - 安辺都護府に属した。
- 1028年 - 和州防禦使が置かれた。
- 1258年 - モンゴル帝国により双城総管府が置かれた。
- 1356年 - 高麗に復し、和州牧が置かれた。
- 1369年 - 和寧府となった。
- 1393年 - 永興府と改称した。
- 1470年 - 観察使営が永興府に置かれた（永安道）。
- 1509年 - 観察使営が咸興府に移転し（咸鏡道）、永興は永興大都護府となる。
- 1895年 - 咸興府永興郡となる（二十三府制）
- 1896年 - 咸鏡南道永興郡となる。
- 1914年4月1日 - 郡面併合により、咸鏡南道永興郡の一部(雲谷面)が高原郡に編入。永興郡に以下の面が成立。(13面)
  - 洪仁面・復興面・順寧面・憶岐面・鎮坪面・古寧面・虎島面・仁興面・徳興面・長興面・宣興面・耀徳面・横川面
- 1935年 - 洪仁面が永興面に改称。(13面)
- 1943年 - 永興面・復興面が合併し、永興邑が発足。(1邑11面)
- 1945年(光復直後) - 永興邑が永興面に降格。(12面)
- 1952年12月 - 郡面里統廃合により、咸鏡南道永興郡永興面・憶岐面・長興面および順寧面・鎮坪面・横川面・仁興面の各一部地域をもって、永興郡を設置。永興郡に以下の邑・里が成立。(1邑25里)
  - 永興邑・中南里・平和里・葛田里・順安里・龍江里・徳山里・興坪里・鳳興里・九龍里・海中里・成ジェ里・鳳山里・新城里・水源里・龍興里・文下里・永豊里・龍源里・社峴里・上中里・中陽里・豊南里・鎮興里・両灘里・正洞里
- 1953年 (1邑25里)
  - 海中里の一部が仁興郡広徳里に編入。
  - 鎮興里の一部が仁興郡鎮岫里に編入。
  - 中陽里の一部が仁興郡金豊里に編入。
- 1954年10月 - 九龍里の一部が仁興郡龍山里に編入。(1邑25里)
- 1972年 - 葛田里が葛田労働者区に昇格。(1邑1労働者区24里)
- 1974年1月 - 仁興郡仁興邑・加津労働者区・金豊里・清洞里・豊洞里・白山里・東興里・智仁里・芍東里・温井里・松ジェ里・范浦里・大鷹里・三峯里・旺場里・中東里・薪塘里・鎮岫里・龍山里・広徳里・独九味里・原平里・安東里・蓮洞里・青白里・虎島里を編入。(1邑3労働者区48里)
  - 仁興邑が仁興労働者区に降格。
- 1977年3月 - 永興郡が金野郡に改称。(1邑3労働者区48里)
  - 永興邑が金野邑に改称。
  - 龍興里が緋緞里に改称。
  - 順安里がキンジェ里に改称。
  - 中陽里がソルパッ里に改称。
  - 龍江里がセ洞里に改称。
- 1986年5月 - 耀徳郡龍南里・龍巌里・龍川里・龍上里を編入。(1邑3労働者区52里)
- 1991年 - 旺場里が金沙里に改称。(1邑3労働者区52里)
- 1995年 - 豊洞里が豊城里に改称。(1邑3労働者区52里)
- 2001年 (1邑4労働者区50里)
  - 原平里および独九味里・海中里の各一部が合併し、光明星労働者区が発足。
  - 独九味里の残部が安東里に編入。

#### 仁興郡
- 1952年12月 - 郡面里統廃合により、咸鏡南道永興郡徳興面・古寧面・虎島面および仁興面・鎮坪面・順寧面の各一部地域をもって、仁興郡を設置。仁興郡に以下の邑・里が成立。(1邑24里)
  - 仁興邑・大鷹里・旺場里・三峯里・虎島里・白山里・金豊里・広徳里・馬場里・温井里・中東里・松ジェ里・高寧里・青白里・豊洞里・鎮岫里・芍東里・蓮洞里・安東里・独九味里・智仁里・龍山里・原平里・清洞里・東興里
- 1953年 (1邑24里)
  - 仁興邑が范浦里に降格。
  - 馬場里が仁興邑に昇格。
  - 永興郡海中里の一部が広徳里に編入。
  - 永興郡鎮興里の一部が鎮岫里に編入。
  - 中東里の一部が旺場里、新上郡新坪里に分割編入。
  - 旺場里の一部が中東里に編入。
  - 永興郡中陽里の一部が金豊里に編入。
- 1954年10月 (1邑25里)
  - 大鷹里・鎮岫里・松ジェ里の各一部が合併し、薪塘里が発足。
  - 松ジェ里・鎮岫里・智仁里の各一部が仁興邑に編入。
  - 永興郡九龍里の一部が龍山里に編入。
  - 新上郡文興里の一部が旺場里に編入。
- 1963年 - 高寧里が加津労働者区に昇格。(1邑1労働者区24里)
- 1974年1月 - 仁興郡廃止。
  - 仁興邑・范浦里・大鷹里・薪塘里・旺場里・三峯里・虎島里・白山里・金豊里・広徳里・温井里・中東里・松ジェ里・加津労働者区・青白里・豊洞里・鎮岫里・芍東里・蓮洞里・安東里・独九味里・智仁里・龍山里・原平里・清洞里・東興里が永興郡に編入。

## 交通
- 平羅線
  - 金野駅 - 仁興駅 - 范浦駅 - 旺場駅
- 金野線
  - 金野駅 - 豊南駅

## 出身者
- 後藤明生 － 小説家、1932年永興邑生まれ。